# Anopheles turkhudi
Anopheles turkhudi är en tvåvingeart som beskrevs av Liston 1901. Anopheles turkhudi ingår i släktet Anopheles och familjen stickmyggor. Inga underarter finns listade i Catalogue of Life.